# Typha gezei
Typha gezei là một loài thực vật có hoa trong họ Typhaceae. Loài này được Rothm. miêu tả khoa học đầu tiên năm 1940.